# ميتافيزيقيا الأخلاق
ميتافيزيقيا الأخلاق (بالألمانية: Die Metaphysik der Sitten) هو عمل في الفلسفة السياسية والأخلاقية من تأليف إيمانويل كانط. من ناحية تقسيمه، ينقسم الكتاب إلى قسمين: مذهب الحق الذي يتطرق إلى الحقوق، ومذهب الفضيلة، الذي يتعامل مع الفضائل.
يحتوي تطوير كانط لنظرياته في الأخلاق في عمله هذا تطويرًا لمفهوم «الفريضة المطلقة» وبحثًا في عواقب التعامل مع البشرية ككائنات عقلانية ضمن سياق الواجبات.

## تلخيص
ينقسم هذا العمل إلى قسمين رئيسيين، الريختسليهر والتوغندلهر. فسرت ترجمة ماري جاي جريجور (1991) هذين المصطلحين الألمانيين، على التوالي، بمذهب الحق، الذي يتعامل مع الحقوق التي يمكن للبشر أن يملكوها أو يكتسبوها، ومذهب الفضيلة، الذي يتعامل مع الفضائل التي ينبغي لهم أن يكتسبوها.
ترجم مصطلح ريختسليهر أيضًا إلى علم الحق (هاستي) أو العناصر الميتافيزيقية للعدالة (لاد). ويستند على التفسير الجمهوري لنشأة الجماعة المشتركة السياسية كمجتمع مدني وتأسيس القانون الوضعي. مع نشره بصورة منفصلة في عام 1797، يعتبر مذهب الحق واحدًا من أواخر أمثلة النزعة الجمهورية الكلاسيكية في الفلسفة السياسية. يحتوي مذهب الحق على أكثر صياغات كانط نضجًا حول مشروع السلام ونظام قانون يضمن الحقوق الفردية.
يطور مذهب الفضيلة نظرية كانط في الأخلاق بصورة أوسع، والتي كان كانط قد وضعها في أسس غيبيات الأخلاق (1785). يشدد كانط بصورة خاصة على التعامل مع الإنسانية بصفتها غاية بحد ذاتها، وفي الحقيقة فإن استعادة كانط للصياغة الثانية للفريضة المطلقة (أسس غيبيات الأخلاق) تجعل استخلاص الواجبات أمرًا ممكنًا. ويتطرق كانط بشكل تحليلي إلى الواجبات، ويميز بين واجباتنا تجاه أنفسنا وبين الواجبات تجاه الآخرين. وتصنف الواجبات كواجبات مثالية وواجبات غير مثالية. ويرى كانط أن الواجبات غير المثالية تسمح بحرية اختيار، مثل إمكانية اختيار قواعد سلوكية عامة. في حين لا تسمح الواجبات المثالية بأي حرية اختيار، وتحدد القواعد السلوكية العامة للأفعال.
وهكذا يميز كانط بين «الفضيلة» و«الحق»: يضم «مذهب الحق» حقوقًا كواجبات مثالية حيال الآخرين فقط.

## التأثير
في العالم الناطق بالإنجليزية، لا ينال كتاب ميتافيزيقيا الأخلاق (1797) الشهرة التي نالتها أعمال كانط الأولى، مثل أسس غيبيات الأخلاق (1785) ونقد العقل العملي (1788)، إلا أن هذا العمل شهد انبعاثًا جديدًا من خلال عمل ماري جاي جريجور الريادي.

## ترجمات إنجليزية
ترجمات كاملة للكتاب:
- كانط، إيمانويل. ميتافيزيقيا الأخلاق. ترجمة ماري جاي جريجور. مطبعة جامعة كامبردج، 1991.
- كانط، إيمانويل. ميتافيزيقيا الأخلاق. ترجمة ماري جاي جريجور. مطبعة جامعة كامبردج، 1996.
- كانط، إيمانويل. ميتافيزيقيا الأخلاق. في الفلسفة العملية. تحرير ماري جاي جريجور. مطبعة جامعة كامبردج، 1996.
- ترجمة من قبل مجهول (جون ريتشاردسون)، «ميتافيزيقيا الأخلاق مقسمة إلى عناصر ميتافيزيقية للقانون والأخلاق». مجلدين. (لندن [هامبورغ]: ويليام ريتشاردسون، 1799).

ترجمات الجزء الأول:
- كانط، إيمانويل. فلسفة القانون: عرض للمبادئ الأساسية للتشريع كعلم للحق. ترجمة دبليو هاستي. إدنبره: مطبوعات تي آند تي كلارك، 1887، وأعيدت طباعته من قبل مطبوعات أغوستوس إم كيلي، إن جاي، 1974. [المقدمة والجزء الأول بأكمله].
- كانط، إيمانويل. العناصر الميتافيزيقية للعدالة، الجزء الأول من ميتافيزيقيا الأخلاق. الطبعة الأولى. ترجمة جون لاد. إنديانابوليس: بوبز-ميريل، 1965. [مقدمة ومعظم الجزء الأول]
- كانط، إيمانويل. ميتافيزيقيا الأخلاق. لدى كانط: كتابات سياسية. الطبعة الإنجليزية الثانية. حررت من قبل هانز رايس. ترجمة إتش بي نايسبيت. كامبردج: مطبعة جامعة كامبردج، 1991. [مختارات من الجزء الأول].
- كانط، إيمانويل. العناصر الميتافيزيقية للعدالة، الجزء الأول من ميتافيزيقيا الأخلاق. الطبعة الثانية. ترجمة جون لاد. إنديانابوليس: بوبز-ميريل، 1999. [مقدمة والجزء الأول بالكامل].
- كانط، إيمانويل. ميتافيزيقيا الأخلاق، مذهب الحق، القسم 43 والقسم 62. في نحو سلام دائم وكتابات أخرى حول السياسة والسلام والتاريخ. تحرير باولين كلاينغيلد. ترجمة ديفيد إل كولكلاسور. نيو هافين: مطبعة جامعة ييل، 2006. [مختارات من الجزء الأول حول الحق العام]

ترجمات الجزء الثاني:
- كانط، إيمانويل. مذهب الفضيلة. ترجمة ماري جاي جريجور. نيويورك: دار هاربر آند راو تورشبوكس للنشر، 1964، طبع مجددًا من قبل مطبعة جامعة بنسلفانيا، 1971.
- ترجمة جيمس ويسلي إلينغتون، في الفلسفة الأخلاقية. إنديانابوليس: هاكيت، 1983 [1964]. [الجزء الثاني]
- ترجمة جون ويليامس سيمبل، «ميتافيزيقيا الأخلاق». إدنبره: توماس كلارك، 1836، طبعات أخرى من بينها طبعة العام 1871. هنري كالدروود (إدنبره: تي آند تي كلارك). [مقدمة وأجزاء من القسم الثاني].